# Jan Graliński
Jan Józef Graliński alias Jean Ralewski (* 8. Februar 1895 in Wrzeszczewice bei Łask; † 9. Januar 1942 im Mittelmeer bei den Balearen) war ein polnischer Kryptoanalytiker und Offizier, zuletzt im Rang eines Majors.

## Leben

Die bis November 1942 unbesetzte Zone libre bot den Codeknackern des Biuro Szyfrów vorübergehend einen neuen Standort.

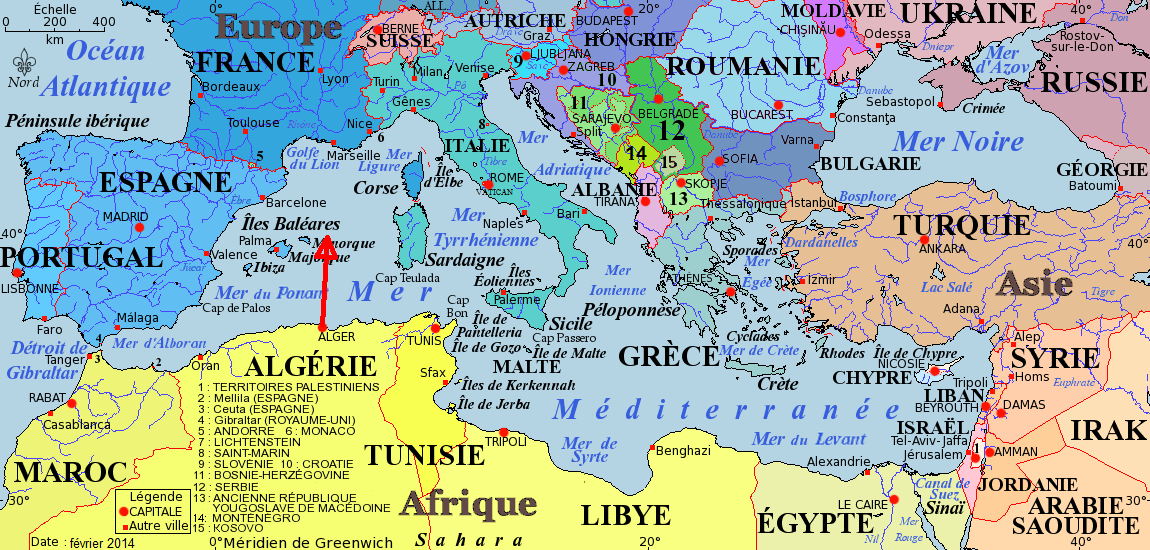
Karte des Mittelmeers. Der rote Pfeil deutet den Starthafen Algier und die Untergangsstelle der Lamoricière nahe Menorca an. Zielhafen war Marseille.

Geboren als Sohn von Franciszek Graliński und dessen Ehefrau Maria, geb. Wicherkiewicz, absolvierte er die Schule im 30 Kilometer nordöstlich seiner Geburtsstadt gelegenen Łódź mit einer Durchschnittsnote von etwa 3,5, die sein herausragendes Talent als späterer Codeknacker noch nicht erkennen ließ. Er trat in die Zweite Kiewer Militärschule der 
Kaiserlich Russischen Armee ein und wurde nach erfolgreichem Abschluss am 1. Februar 1916 zum Leutnant befördert. Zum Dienstende, am 20. Dezember 1917, erhielt er den Sankt-Stanislaus-Orden in der Komturklasse mit Schwertern. Am 1. November 1918 trat er der neugegründeten polnischen Armee bei. Er nahm am polnisch-sowjetischen Krieg (1919–1921) in der 6. Armee unter Wacław Iwaszkiewicz teil und erhielt das Tapferkeitskreuz. Am 1. Dezember 1920 wurde er zum Oberleutnant (poln. Porucznik) und im Mai 1925 zum Kapitan (Hauptmann) befördert.
In den 1930er-Jahren wechselte er zur Sektion BS3, also der für russische Chiffren zuständigen Abteilung innerhalb des polnischen Chiffrenbüros Biuro Szyfrów (BS), und wurde 1937 deren Chef. Das BS hatte seinen Hauptsitz im Sächsischen Palais (poln. Pałac Saski) in Warschau. Im September 1939, nach dem deutschen Überfall auf Polen, musste Graliński sein Land verlassen, und floh, wie die meisten seiner Kollegen vom BS, über Rumänien und fand Asyl in Frankreich. Dort konnten die Polen ihre kryptanalytische Arbeit zunächst im „PC Bruno“, einer geheimen nachrichtendienstlichen Einrichtung der Alliierten in der Nähe von Paris, fortsetzen, bevor sie im Juni 1940 nach der deutschen Offensive gegen Frankreich erneut vor der anrückenden Wehrmacht flüchten mussten. Zusammen mit seinen Kollegen fand er einen neuen Standort (Tarnname: „Cadix“) bei Uzès in der Zone libre (Bild), also der freien (unbesetzten) südlichen Zone Frankreichs.
Noch bevor im November 1942 die Wehrmacht Unternehmen Anton durchführte und ganz Frankreich besetzte, baute das BS zusammen mit den französischen Verbündeten vom Deuxième Bureau unter Leitung von Louis Rivet vorsorglich auf der Frankreich gegenüberliegenden afrikanischen Seite des Mittelmeers in Algier eine Dépendance als sichere Rückzugsmöglichkeit auf, zu der Polen und Franzosen von Zeit zu Zeit per Schiff übersetzten. In der algerischen Vertretung war Graliński und sein Freund und Kollege Piotr Smoleński die einzigen Code-Experten für russische Chiffren.
Am 6. Januar 1942 bestieg Jan Graliński zusammen mit einigen seiner Kollegen des BS, darunter Piotr Smoleński und der für deutsche Chiffren (Enigma) zuständigen Jerzy Różycki, das französische Dampfschiff Lamoricière. Dieses geriet in der Nähe der Balearischen Inseln in einen schweren Sturm und sank.
Jan Graliński sprang in hoher Not über den Bug des sinkenden Schiffes und versuchte, sich schwimmend zu einem anderen Schiff zu retten. Er ertrank wohl kurz nach Mittag am 9. Januar 1942 im Alter von 46 Jahren.